# Абрамово (Тёмкинский район)
Абрамово — деревня в Тёмкинском районе Смоленской области России. Входит в состав Вязищенского сельского поселения. Население — 33 жителя (2007 год). 
Расположена в восточной части области в 15 км к юго-западу от Тёмкина, в 12 км севернее автодороги Р132 Вязьма — Калуга — Тула — Рязань, на берегу реки Угра. В 17 км северо-восточнее деревни расположена железнодорожная станция Тёмкино на линии Вязьма — Калуга. 

## История
В годы Великой Отечественной войны деревня была оккупирована гитлеровскими войсками в октябре 1941 года, освобождена в марте 1943 года.